# Con gái

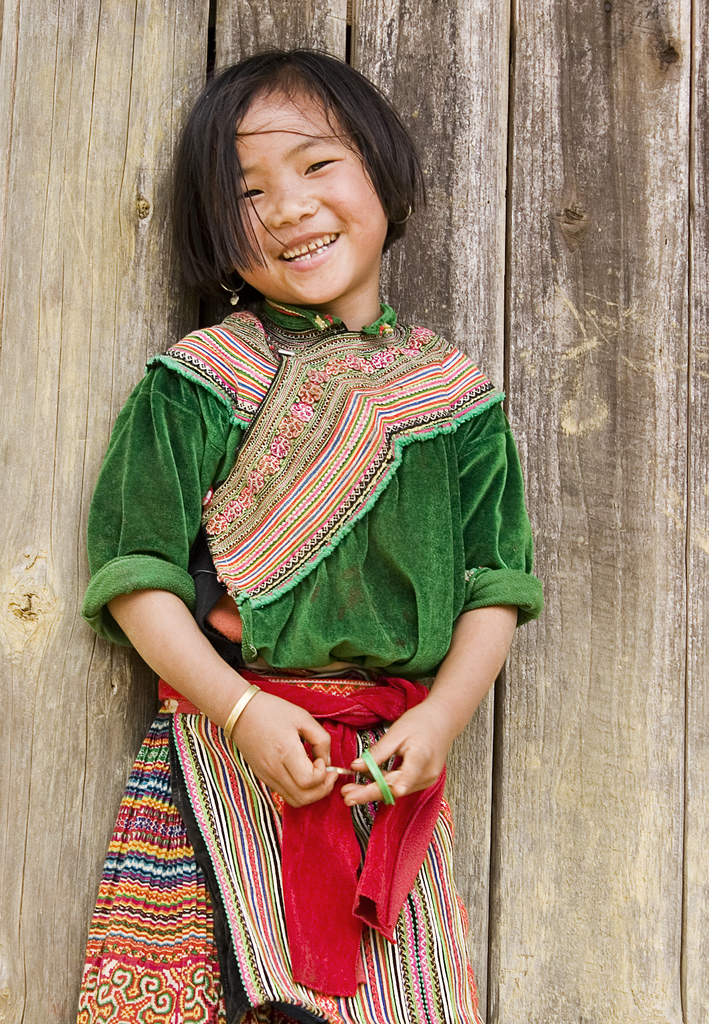
Bé gái vùng cao Việt Nam.

Con gái, thiếu nữ, cô gái hay gọi ngắn là gái là một người nữ bất kỳ từ khi sinh ra, trải qua tuổi thơ, tuổi dậy thì cho đến khi trở thành người lớn khi cô ta trở thành một người phụ nữ. Từ này cũng được dùng để chỉ một người nữ trẻ.
Đối lập với từ con gái là con trai, theo cả hai nghĩa chung và nghĩa trong mối quan hệ với cha mẹ.

## Nhân khẩu học

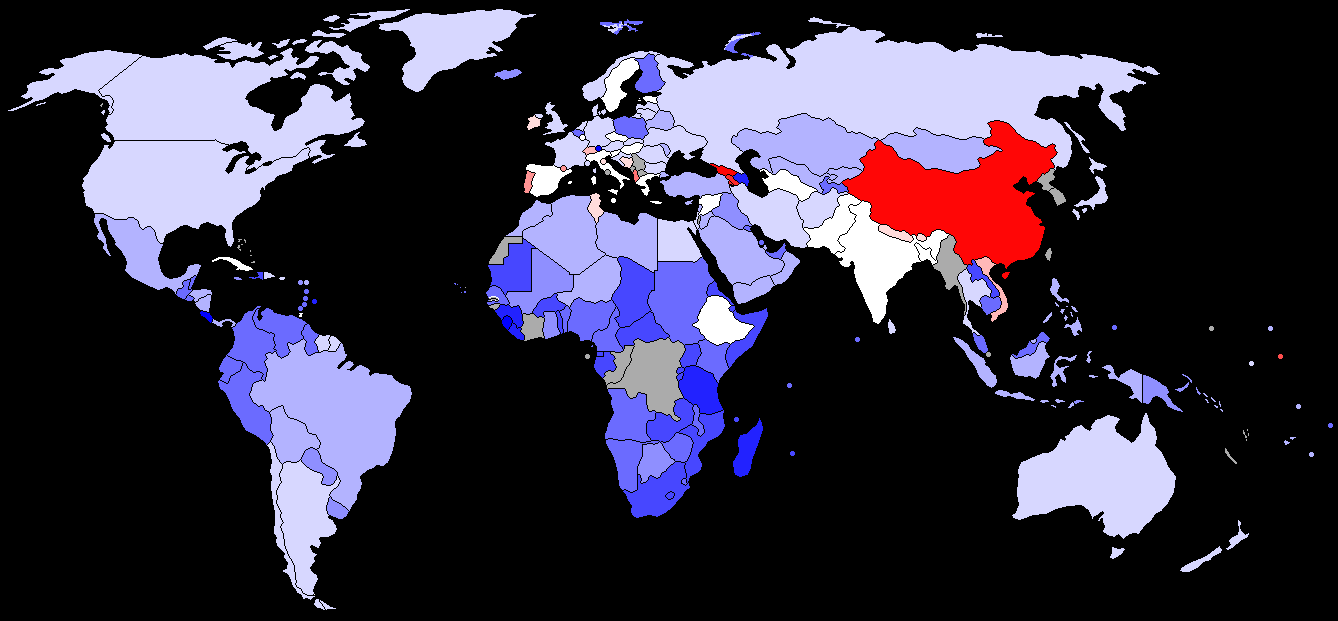
Tỷ lệ trẻ em trai so với trẻ em gái độ tuổi dưới 15 (theo số liệu thế giới 2006). Xanh da trời: dưới 0.99; Trắng: 1.0-1.13; Đỏ: trên 1.13

Tính trên toàn cầu, con trai được sinh ra nhiều hơn một ít so với con gái (ở Mỹ tỷ lệ này là khoảng 105 bé trai sinh ra trên 100 bé gái), nhưng con gái có khả năng tử vong thấp hơn con trai trong giai đoạn từ 0-15 tuổi, do đó tỷ lệ phân bổ trai-gái cho trẻ 15 tuổi sát hơn, dao động từ 103 tới 108 trai so với 100 gái.
Ở Ấn Độ, tính trong năm 2011, trong độ tuổi 0-6, chỉ có 91 con gái tương ứng với 100 con trai. Điều tra dân số của nước này năm 2011 cho thấy tỷ lệ số con gái so với số con trai ở độ tuổi dưới 6 tuổi cũng đã giảm trong những thập kỷ qua, từ 927 con gái cho mỗi 1000 con trai trong năm 2001 xuống chỉ còn 918 con gái cho mỗi 1000 con trai trong năm 2011.
Ở Trung Quốc, các học giả báo cáo tỷ lệ sinh 794 con gái cho mỗi 1000 con trai ở các vùng nông thôn. Ở Azerbaijan, trong 20 năm qua tính trung bình có 862 bé gái được sinh ra so với mỗi 1000 bé trai mỗi năm. Steven Mosher, Chủ tịch Viện Nghiên cứu Dân số Mỹ ở Washington, DC cho biết:. "Hai mươi lăm triệu đàn ông Trung Quốc hiện nay không thể lập gia đình vì thiếu phụ nữ [...] một số thanh niên Trung Quốc đã phải di cư ra nước ngoài để tìm vợ." Sự mất cân bằng giới tính trong các khu vực này cũng được coi là lý do cho việc tăng trưởng trong kinh doanh mại dâm: báo cáo năm 2005 của Liên Hợp Quốc nói rằng có tới 800.000 người bị buôn bán qua biên giới mỗi năm trên toàn cầu, và có đến 80 phần trăm trong số này là phụ nữ và trẻ em gái.

## Sinh học

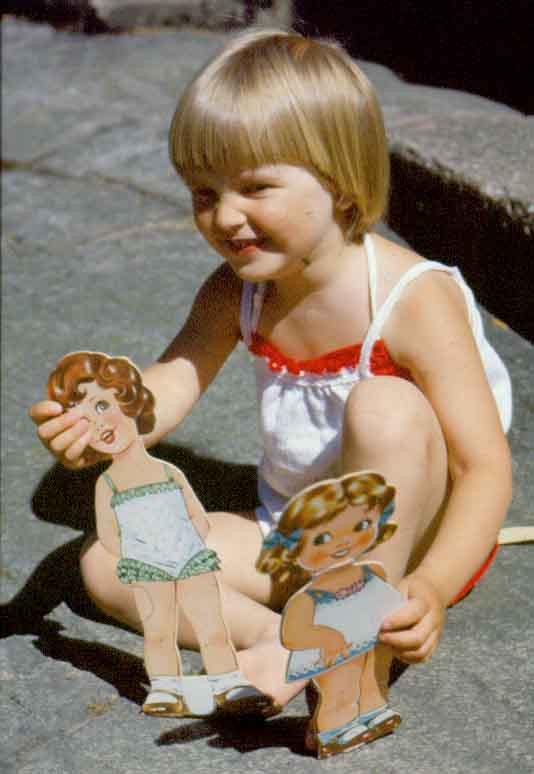
Một bé gái chơi với búp bê bằng giấy.

Con gái phát triển các đặc thù nữ tính của mình nhờ kế thừa hai nhiễm sắc thể X từ cha và mẹ.
Hầu hết con gái có hệ thống sinh dục nữ. Một số trẻ lưỡng giới với bộ phận sinh dục không rõ ràng, người chuyển giới từ nam giới sang nữ giới cũng có thể được tự coi là con gái.
Cơ thể con gái trải qua các thay đổi tuần tự trong giai đoạn tuổi dậy thì. Đây là quá trình gồm các thay đổi hình thức biến đổi cơ thể của một đứa trẻ nhỏ trở thành một cơ thể của người lớn có đủ khả năng sinh sản. Khởi động cho quá trình này là việc não gửi các tín hiệu bằng hoóc môn đến cơ quan sinh dục. Đáp lại, cơ quan sinh dục sẽ sản sinh ra các hoóc môn kích thích sự ham muốn tình dục, tạo ra sự phát triển, biến đổi và vận hành của các cơ quan não, xương, cơ, máu, da, lông, ngực và cơ quan sinh dục. Chiều cao và cân nặng tăng nhanh trong nửa đầu của tuổi dậy thì và ngừng khi đứa trẻ đã có một cơ thể của người lớn.
Dậy thì là một quá trình phát triển thường diễn ra từ độ tuổi 10 đến 16, tuy vậy với mỗi bé gái sẽ có sự khác biệt. Điểm mốc của sự phát triển này là việc có kinh nguyệt lần đầu tiên ở độ tuổi 12-13.

## Giáo dục cho trẻ em gái
Khả năng tiếp cận giáo dục bình đẳng của các bé gái đã đạt được trong một số quốc gia, nhưng có sự chênh lệch đáng kể giữa các nước với nhau. Có những khoảng cách trong khả năng tiếp cận giữa các vùng khác nhau trong một lục địa, giữa các quốc gia với nhau và thậm chí cả giữa các tỉnh trong một nước. Trẻ gái chiếm 60 phần trăm trẻ em bỏ trường học ở các nước Ả Rập và 66 phần trăm không đi học ở Nam Á và Tây Á. Tuy nhiên, số trẻ gái học tại các trường ở nhiều quốc gia ở châu Mỹ Latinh, vùng Ca-ri-bê, Bắc Mỹ và Tây Âu lại nhiều hơn số bé trai.
Nghiên cứu đã đo các tổn thất kinh tế của sự bất bình đẳng này trong các nước đang phát triển: Phân tích của Plan International cho thấy rằng, có 65 các nước thu nhập thấp, trung bình và đang trong quá trình chuyển đổi không cung cấp cho các bé gái cơ hội học trung học giống như cho các bé trai. Tổng cộng lại, 65 nước này đang bỏ lỡ tăng trưởng kinh tế hàng năm ước tính khoảng 92 tỷ đô la Mỹ.
Mặc dù Công ước Quốc tế về quyền kinh tế, xã hội và văn hóa đã khẳng định "giáo dục tiểu học là bắt buộc và miễn phí cho tất cả mọi người", tỷ lệ trẻ gái có khả năng được ghi danh như học sinh trong các trường tiểu học và trung học vẫn thấp hơn trẻ trai. (70%: 74% và 59%: 65%).
Những nỗ lực trên toàn thế giới đã được thực hiện để xóa đi sự chênh lệch này (chẳng hạn như thông qua Mục tiêu Phát triển Thiên niên kỷ) và khoảng cách đã được thu ngắn lại kể từ năm 1990.
Ở nhiều nơi trên thế giới, trẻ gái phải đối mặt với những trở ngại đáng kể trong việc tiếp cận giáo dục. Những trở ngại này bao gồm: 
- Tảo hôn
- Có thai sớm
- Các định kiến về trẻ gái trong gia đình, ở trường học và trong cộng đồng
- Bạo lực trên đường đến trường, hoặc trong và xung quanh các trường học
- Khoảng cách xa giữa nhà và trường học
- Dễ bị tổn thương với virus HIV
- Học phí cao, mà thường dẫn đến việc các bậc cha mẹ chỉ đưa các con trai của họ đến trường
- Thiếu cách tiếp cận nhạy cảm về giới và các tài liệu về giới trong lớp học.[18][19][20]

## Bạo lực với trẻ em gái

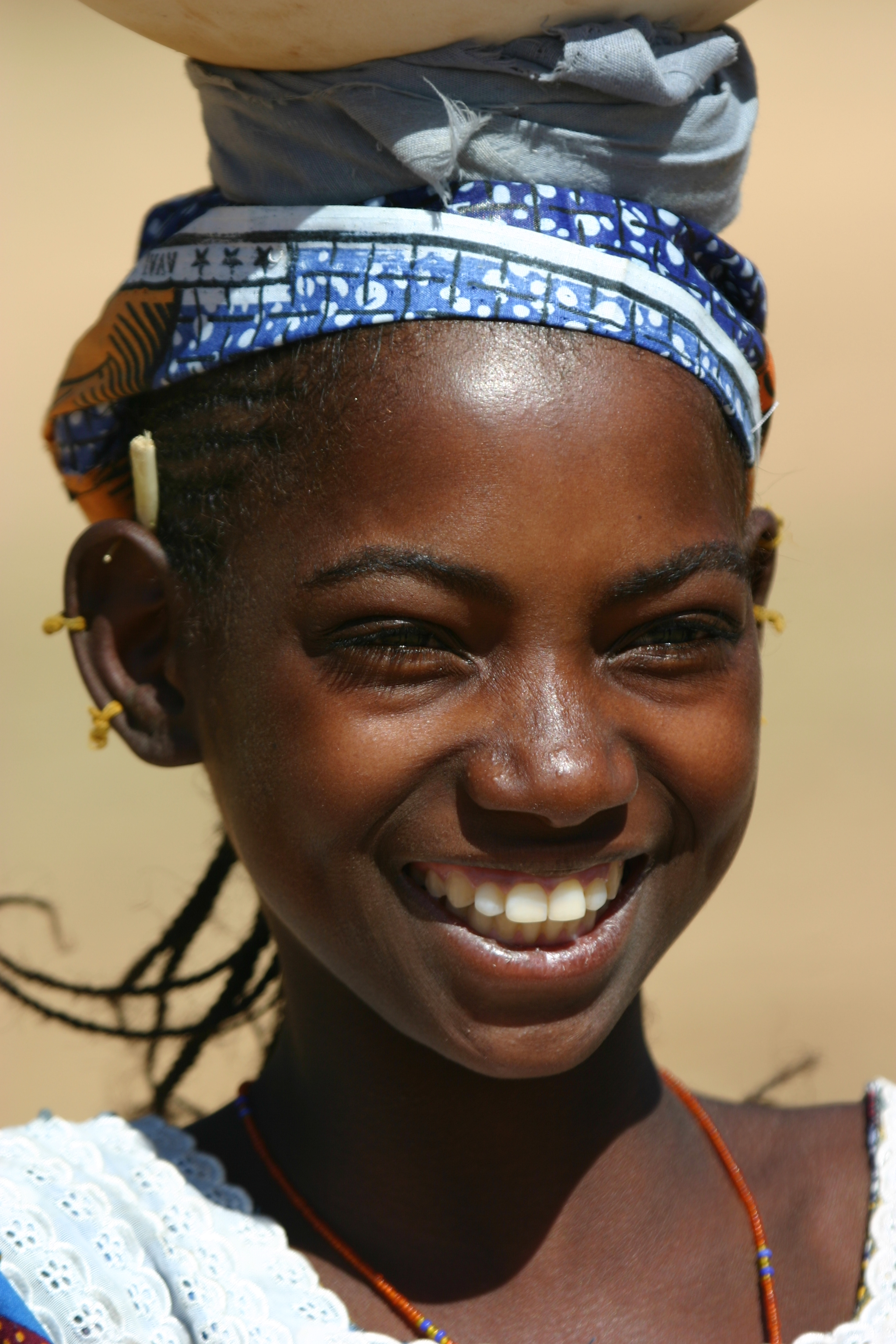
Một bé gái Mali, nơi có tỷ lệ tảo hôn với các bé gái cao top 10 thế giới.

Trên thế giới, có nhiều dạng bạo lực và xâm hại các trẻ em gái, bao gồm: phá thai vì chọn giới tính của con, cắt âm vật, tảo hôn, lạm dụng tình dục trẻ em và giết người để lấy lại danh dự cho gia đình hay xã hội.
Tại một số nước trên thế giới, đặc biệt ở Đông Á, Nam Á và một số nước phương Tây, con gái được coi như là không mong muốn hoặc không cần đến. Trong một số trường hợp thai con gái bị phá, con gái được sinh ra bị cha mẹ hoặc họ hàng xâm hại, bị đối xử không tốt hoặc bị bỏ mặc.
Ở Trung Quốc, số trẻ trai nhiều hơn số trẻ gái 30 triệu. Điều này cho thấy hơn một triệu trẻ em trai dư thừa được sinh ra mỗi năm, so với tỷ lệ giới tính khi sinh nở thông thường.
Tại Ấn Độ, dựa trên tỷ lệ sinh con, các học giả đã ước tính rằng việc phá thai do lựa chọn giới tính đã khiến cho khoảng 1,5%, tương đương 100.000 trẻ gái mỗi năm đã không được sinh ra.
Tỷ lệ bất thường giữa trai và gái khi sinh ra ở Gruzia, Azerbaijan và Armenia cũng rất rõ rệt, cho thấy việc phá thai dựa trên lựa chọn giới tính có thể đã giảm tỷ lệ sinh của trẻ gái.
Cắt xén bộ phận sinh dục nữ (FGM) được Tổ chức Y tế Thế giới (WHO) định nghĩa là "tất cả các thủ tục liên quan đến việc loại bỏ một phần hoặc toàn bộ bên ngoài cơ quan sinh dục nữ, hoặc các tổn thương khác tới cơ quan sinh dục nữ vì lý do phi y tế". Việc này (bao gồm cắt âm vật) được thực hiện chủ yếu tại 28 quốc gia ở phía tây, phía đông, và đông bắc Châu Phi, đặc biệt là Ai Cập và Ethiopia, và một phần của khu vực Đông Nam Á và Trung Đông. Việc cắt xén thường được thực hiện trên các bé gái trong độ tuổi từ giai đoạn mới sinh đến 15 tuổi.
Tảo hôn với trẻ gái, khi các cô gái kết hôn ở độ tuổi nhỏ (thường là ép buộc và thường xuyên lấy chồng hơn nhiều tuổi) vẫn còn phổ biến ở nhiều nơi trên thế giới. Việc này khá phổ biến, đặc biệt là ở châu Phi, Nam Á, Đông Nam Á và Đông Á, Trung Đông, Mỹ Latinh và Châu Đại Dương. Mười nước có tỷ lệ tảo hôn với trẻ gái cao nhất là: Niger, Chad, Cộng hòa Trung Phi, Bangladesh, Guinea, Mozambique, Mali, Burkina Faso, Nam Sudan, và Malawi.
Lạm dụng tình dục trẻ em là một hình thức lạm dụng trẻ em, trong đó một người lớn hoặc thanh thiếu niên lớn tuổi hơn sử dụng một đứa trẻ để được thỏa mãn tình dục. Ở các nước phương Tây lạm dụng tình dục trẻ em được coi là một tội ác nghiêm trọng, nhưng ở nhiều nơi trên thế giới điều này được chấp nhận ngầm trên thực tế. Lạm dụng tình dục trẻ em có thể có nhiều hình thức, một trong số đó là mại dâm trẻ em.
Mại dâm trẻ em là việc khai thác tình dục trẻ em, trong đó một đứa trẻ thực hiện các dịch vụ mại dâm để kiếm tiền. Người ta ước tính rằng mỗi năm ít nhất một triệu trẻ em, chủ yếu là trẻ em gái, trở thành gái mại dâm. Mại dâm trẻ em phổ biến ở nhiều nơi trên thế giới, đặc biệt là ở Đông Nam Á (Thái Lan, Campuchia). Nhiều người lớn từ các quốc gia giàu có đi du lịch đến các khu vực này theo các đường dây du lịch tình dục trẻ em.
Ở nhiều nơi trên thế giới, cô gái bị coi là đã làm hoen ố danh dự của gia đình họ bằng cách 
- Từ chối cuộc hôn nhân được sắp xếp sẵn
- Quan hệ tình dục trước hôn nhân
- Mặc quần áo theo cách coi là không phù hợp
- Nạn nhân của việc hiếp dâm

có nguy cơ bị giết chết để bảo toàn danh dự của gia đình họ. Ước tính, mỗi năm có khoảng 5.000 phụ nữ là nạn nhân của các vụ "giết người vì danh dự" tại Yemen, Ấn Độ, Ai Cập, Pakistan và một số nước khác trên thế giới. 

## Lao động trẻ em

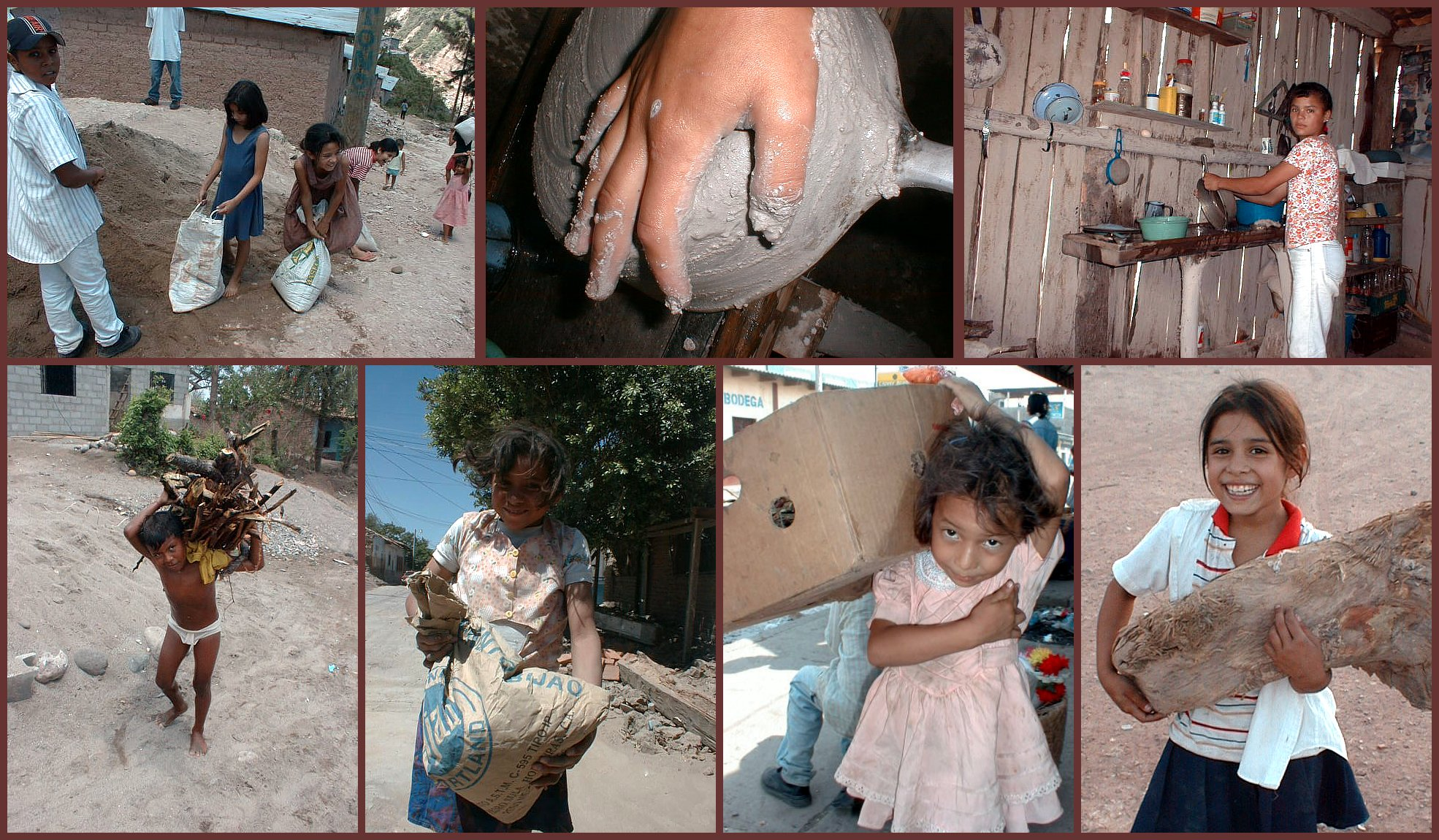
Hình ảnh trẻ em gái bị ép phải làm các việc khác nhau ở các nước Trung Mỹ.

Giới tính ảnh hưởng đến các hình thức lao động trẻ em. Con gái có xu hướng bị gia đình yêu cầu để thực hiện việc nhà nhiều hơn con trai, ở độ tuổi trẻ hơn con trai. Làm người giúp việc trong nhà là hình thức phổ biến nhất của lao động trẻ em cho con gái. Ở một số nơi, chẳng hạn như Đông Á và Đông Nam Á, cha mẹ thường xem làm việc nhà như một sự chuẩn bị tốt cho hôn nhân.
Tuy nhiên, làm việc nhà là một trong những công việc hầu như không được quản lý, và điều này đẩy các trẻ em gái làm việc này tới những rủi ro nghiêm trọng, chẳng hạn như bạo lực hay bị chủ nhà khai thác và lạm dụng, vì trẻ làm việc nhà thường bị cô lập với thế giới bên ngoài.
Lao động trẻ em có ảnh hưởng rất tiêu cực đến giáo dục. Các trẻ em gái đi làm đa số bỏ học, hoặc khi tiếp tục học, các em thường phải chịu một gánh nặng gấp đôi, hoặc là một gánh nặng gấp ba lần: các em vừa phải làm công việc nhà người khác để có tiền, vừa phải làm việc nhà trong gia đình mình, lại vừa phải học tập. Tình hình này là phổ biến ở những vùng của châu Á và châu Mỹ Latinh.

## Các nỗ lực của cộng đồng quốc tế nhằm ủng hộ quyền của trẻ em gái

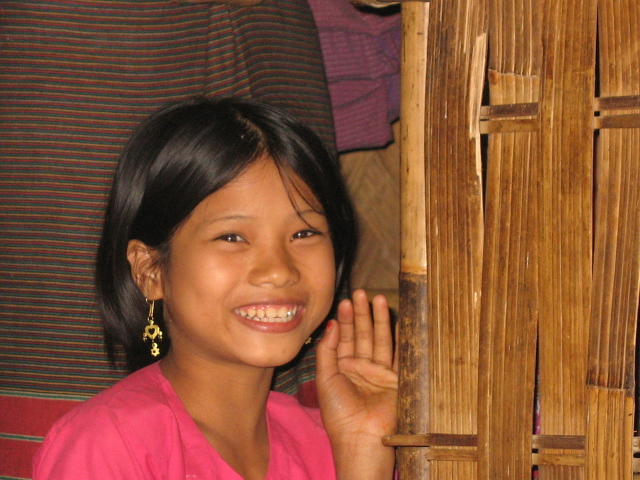
Trẻ gái Khumi

Công ước của Liên hợp quốc về quyền trẻ em (1988) và Mục tiêu Phát triển Thiên niên kỷ (2000) thúc đẩy các cách tiếp cận giáo dục tốt hơn cho tất cả trẻ em gái và trẻ em trai, đồng thời loại bỏ bất bình đẳng giới ở cả tiểu học và trung học. Tỷ lệ nhập học và tỷ lệ biết đọc biết viết trên toàn thế giới cho trẻ em gái đã được cải thiện liên tục. Năm 2005, tỷ lệ nhập học tiểu học toàn cầu là 85 phần trăm cho trẻ em gái, tăng 78 phần trăm so với 15 năm trước đó; ở cấp trung học, tỷ lệ nhập học của trẻ em gái tăng 10 phần trăm đến 57 phần trăm so với cùng kỳ.
Một số tổ chức phi chính phủ quốc tế (NGO) đã tạo ra các chương trình tập trung vào việc giải quyết sự bất bình đẳng trong việc cung cấp cho các trẻ em gái những nhu cầu thiết yếu như thực phẩm, y tế và giáo dục:
- CAMFED là một tổ chức hoạt động trong việc cung cấp giáo dục cho trẻ em gái ở châu Phi cận Sahara.
- Chiến dịch "Bởi vì tôi là một cô gái" (Because I am a Girl) của PLAN International.

Nghiên cứu của PLAN đã chỉ ra rằng việc giáo dục các trẻ em gái có thể tạo ra hiệu ứng mạnh mẽ, thúc đẩy nền kinh tế của thị trấn và ngôi làng của các em. Việc cung cấp kiến thức cho trẻ em gái cũng đã cải thiện sự hiểu biết của cộng đồng về các vấn đề sức khỏe, làm giảm tỷ lệ nhiễm HIV, nâng cao nhận thức về dinh dưỡng, giảm tỷ lệ sinh và cải thiện sức khỏe trẻ sơ sinh. Các nghiên cứu cho thấy rằng một trẻ gái được giáo dục sẽ:
- Có thu nhập tăng 25 phần trăm và dùng 90 phần trăm số tiền kiếm được tái đầu tư trong gia đình.
- Khả năng bị nhiễm HIV giảm chỉ còn một phần 3 so với các trẻ gái không được đi học.
- Có con cái khỏe mạnh hơn, với tỷ lệ con cái có nhiều khả năng sống qua 5 tuổi tăng 40 phần trăm.[45]

Plan International cũng tạo ra một chiến dịch thành lập Ngày Quốc tế trẻ em gái. Mục tiêu của sáng kiến này là nâng cao nhận thức toàn cầu về những thách thức đặc thù mà trẻ em gái phải đối mặt, cũng như vai trò quan trọng của các em trong việc giải quyết những thách thức về nghèo đói và phát triển kinh tế.
Một phái đoàn của các trẻ em gái từ Plan International Canada đã trình bày ý tưởng này tới bà Rona Ambrose, Bộ trưởng Bộ Công chính và dịch vụ Chính phủ, phụ trách các vấn đề liên quan đến địa vị của phụ nữ, tại kỳ họp thứ 55 của Ủy ban về địa vị của phụ nữ tại trụ sở Liên Hợp Quốc vào tháng 2 năm 2011. Trong tháng 3 năm 2011, Quốc hội Canada nhất trí thông qua một chính sách, nội dung yêu cầu Canada đề nghị Liên Hợp Quốc để tạo ra một ngày quốc tế cho trẻ em gái. Đại hội đồng Liên Hợp Quốc đã thông qua đề nghị này vào ngày 19 tháng 12 năm 2011.
Ngày Quốc tế trẻ em gái đầu tiên là ngày 11 Tháng 10 năm 2012. Chủ đề Ngày quốc tế trẻ em gái năm đầu tiên 2012 là: "Đấu tranh chống nạn tảo hôn".

## Sử dụng trong ngôn ngữ tiếng Việt
Trong tiếng Việt, từ con gái là một từ mang hàm ý người nữ này tuổi còn nhỏ hoặc người nữ đã trưởng thành nhưng mang hàm ý có phần thiếu thiện cảm. Để chỉ một người nữ đã trưởng thành với hàm ý thiện cảm hoặc trung lập thì từ phụ nữ được dùng nhiều hơn.